# David Golder (film)
Pour le film de 1950, voir Son grand amour.
Pour les articles homonymes, voir David Golder (homonymie) et Golder.
Pour plus de détails, voir Fiche technique et Distribution.
David Golder est un film français réalisé par Julien Duvivier, sorti en 1931. Il s'agit d'une adaptation du roman David Golder d'Irène Némirovsky ; c'est aussi le premier film parlant du réalisateur.

## Synopsis
Riche juif ukrainien, David Golder est entouré de personnes qui n'en veulent qu'à son argent, y compris sa famille. Il se laisse dominer par ses bons sentiments pour sa fille Joyce et se ruine presque pour elle. Il apprend par sa femme que Joyce n'est pas sa fille biologique. Malade, épuisé par un long voyage d'affaires duquel il revient avec un important contrat, David Golder croise, sur le bateau qui le ramène en France, un jeune passager qui vient lui porter secours. Il lui confie son testament à porter chez son notaire pour léguer la totalité de sa fortune à sa fille. Il permet également au jeune homme de se saisir de tous les biens qu'il possède sur sa personne.

## Fiche technique
- Titre : David Golder
- Réalisation : Julien Duvivier
- Scénario : Julien Duvivier, d'après le roman homonyme d'Irène Némirovsky
- Direction artistique : Lazare Meerson
- Production : Vandal et Delac
- Photographie : Georges Périnal, Armand Thirard, Walter
- Musique : Walter Goehr
- Pays :  France
- Genre : Drame
- Durée : 86 minutes
- Affiches : Marcel Jeanne, René Péron (France)

## Distribution
- Harry Baur : David Golder
- Jacques Grétillat : Marcus
- Paule Andral : Gloria
- Jackie Monnier : Joyce Golder
- Jean Coquelin : Fischel
- Jean Bradin : Alec
- Gaston Jacquet : Hoyos
- Camille Bert : Tubingen
- Léon Arvel
- Jeanne Bernard
- Paul Franceschi
- Charles Goldblatt
- Nicole Yoghi

## Autour du film
David Golder est le premier film parlant du réalisateur.